# 鄧肯 (芒果)
鄧肯芒果（英語：'Duncan' mango）是一種獲得了專利的芒果栽培品種，起源於佛羅里達州南部。

## 歷史
鄧肯芒果源自1956年佛州在西棕櫚灘的大衛·斯特羅克（David Sturrock）所種的芒果樹。這棵樹在1960年開始結果，其後斯特羅克為這種芒果申請了專利。以前斯特羅克寫書的時候，來自博因頓海灘的防洪管理局主管拉爾夫·V·鄧肯（Ralph V. Duncan）曾給他幾張地圖參考，因此這種新品種的芒果便以鄧肯命名。鄧肯芒果味道不錯，容易生產和處理，因此成為了佛州常見的芒果苗株之一。
有指鄧肯芒果是由Edward和Pico雜交而成。一份2005年的系譜分析發現水仙芒有可能才是鄧肯芒果的祖先，但這份分析備受質疑，因為水仙芒在1970年代才引入佛州，而且鄧肯芒果的種子是單胚的，然而水仙芒卻是多胚的。
在邁阿密的美國農業部種原庫、在佛州霍姆斯特德的佛羅里達大學熱帶研習中心（Tropical Research and Education Center）和水果與香料公園都有種植鄧肯芒果。

## 描述
鄧肯芒果果實呈長橢圓形，成熟時表皮轉黃，平均略重於一磅。果實大小和形狀相差不大。果肉呈橙色，少渣，味道鮮甜溫和，裏面包含着一顆單胚種子。在佛州，鄧肯芒果通常在每年的7月份成熟。
鄧肯芒果的樹生長迅速，樹冠茂密。樹和果實都有良好的抗病性。

## 引用來源
1. ↑  David Sturrock.  (PDF) (82). Proc. Fla. State Hort. Soc: 318–321. 1969  [2019-04-16]. （原始内容 (PDF)存档于2012-03-05）.
2. ↑  Cecile T. Olano; Raymond J. Schnell; Wilber E. Quintanilla; Richard J. Campbell.  (PDF) (118). Proc. Fla. State Hort. Soc: 192–197. 2005  [2019-04-16]. （原始内容 (PDF)存档于2010-06-18）.
3. ↑  http://www.ars-grin.gov/cgi-bin/npgs/acc/display.pl?1719297 （页面存档备份，存于）   USDA, ARS, National Genetic Resources Program. Germplasm Resources Information Network - (GRIN). [Online Database] National Germplasm Resources Laboratory, Beltsville, Maryland.
4. ↑  http://trec.ifas.ufl.edu/crane/pdfs/TREC-Fruit-Collections.pdf （页面存档备份，存于）   Page 3, #23
5. ↑  .   [2011-09-28]. （原始内容存档于2011-08-09）.
6. ↑  Campbell, Richard J. . Fairchild Tropical Garden. 1992: 55. ISBN 0-9632264-0-1.
7. ↑  .   [2010-11-14]. （原始内容存档于2010-12-02）.